# Église Sainte-Marie de Rolleston on Dove
L’église Sainte-Marie est une église paroissiale de l’Église d'Angleterre située à Rolleston on Dove, dans le comté de Staffordshire en Angleterre. 
Des éléments de la construction datent du XIIe siècle (1130), alors que l’édifice a fait l’objet d’une restauration majeure en 1892. Elle se distingue par son portail principal placé au nord, tandis que l’entrée sud est réservée à la famille Mosley, anciens seigneurs locaux et principaux bienfaiteurs de l'église. L’édifice comporte des vitraux médiévaux et des créations de Charles Eamer Kempe. Le clocher abrite huit cloches, dont la plus ancienne date de 1586. Monument classé Grade I, l’église est entourée d’éléments classés Grade II : les grilles du cimetière, un mémorial, le portail de l'aître (en anglais lychgate) et l’ancienne école de grammaire. Le portail de l'aître, œuvre de l’architecte du lincolnshire Cecil Greenwood Hare, sert également de monument aux morts.

## Organisation
L’église paroissiale de Rolleston on Dove appartient au diocèse de Lichfield, de l’Église d'Angleterre ; elle relève du doyenné de Tutbury et de l’archidiaconé de Stoke-upon-Trent. Depuis 2018, le vicaire dessert également l'église Sainte-Trinité (Holy Trinity) à Anslow et l'église Sainte-Marie de Tutbury (St Mary’s Tutbury). L’église célèbre la messe selon le calendrier suivant : communion le 1er et le 3e dimanche soir du mois, choral evensong les 2e et 4e dimanches soirs. Une messe matinale a lieu le 1er dimanche et une messe en semaine chaque jeudi matin ; la prière du matin est célébrée les 3e et 4e dimanches.

## Histoire
Un édifice est documenté dès le début de la période normande (Domesday Book, 1086), mais la structure actuelle remonte aux XIIe siècle– XIIIe siècle. L’« advowson » appartenait d’abord au lord of the manor de Rolleston. En 1261, Robert de Ferrières le cède à la prieuré de Tutbury, mais Edmond de Lancastre, comte de Leicester, le récupère en 1272. En 1399, il intègre la Couronne par le biais du duché de Lancastre. Au début du XVIIe siècle, Sir Edward Mosley acquiert le patronage, alors que la famille Mosley entretient des liens étroits avec l’église et dispose d’une entrée privée au sud, de droits sur les bancs et sur l’édification de monuments dans le bas-côté sud. Elle conserve toujours le droit d’inhumation dans le cimetière fermé en 1974 au profit d’une nouvelle nécropole.
En 1929, l’« advowson » passe à Sir C. A. King-Hardman, puis en 1939 à la Martyrs Memorial and Church of England Trust (MMT), rattachée aujourd’hui à la Church Pastoral Aid Society, qui conserve le droit de présenter un clerc.
Le manoir adjoint un « glebe » de 44 acres à Rolleston et 22 acres à Anslow ; les dîmes, estimées à 36 livres sterling au XIIIe siècle, passent à 60 livres sterling au XVIIe siècle pour atteindre plus de 700 livres sterling en 1831. Les dîmes sont commuées en 1837 (Rolleston) et 1844 (Anslow), et la majeure partie du glebe est vendue en 1881. Classée Grade I le 12 mars 1964 par Historic England, elle porte le numéro 1374442.

## Structure actuelle

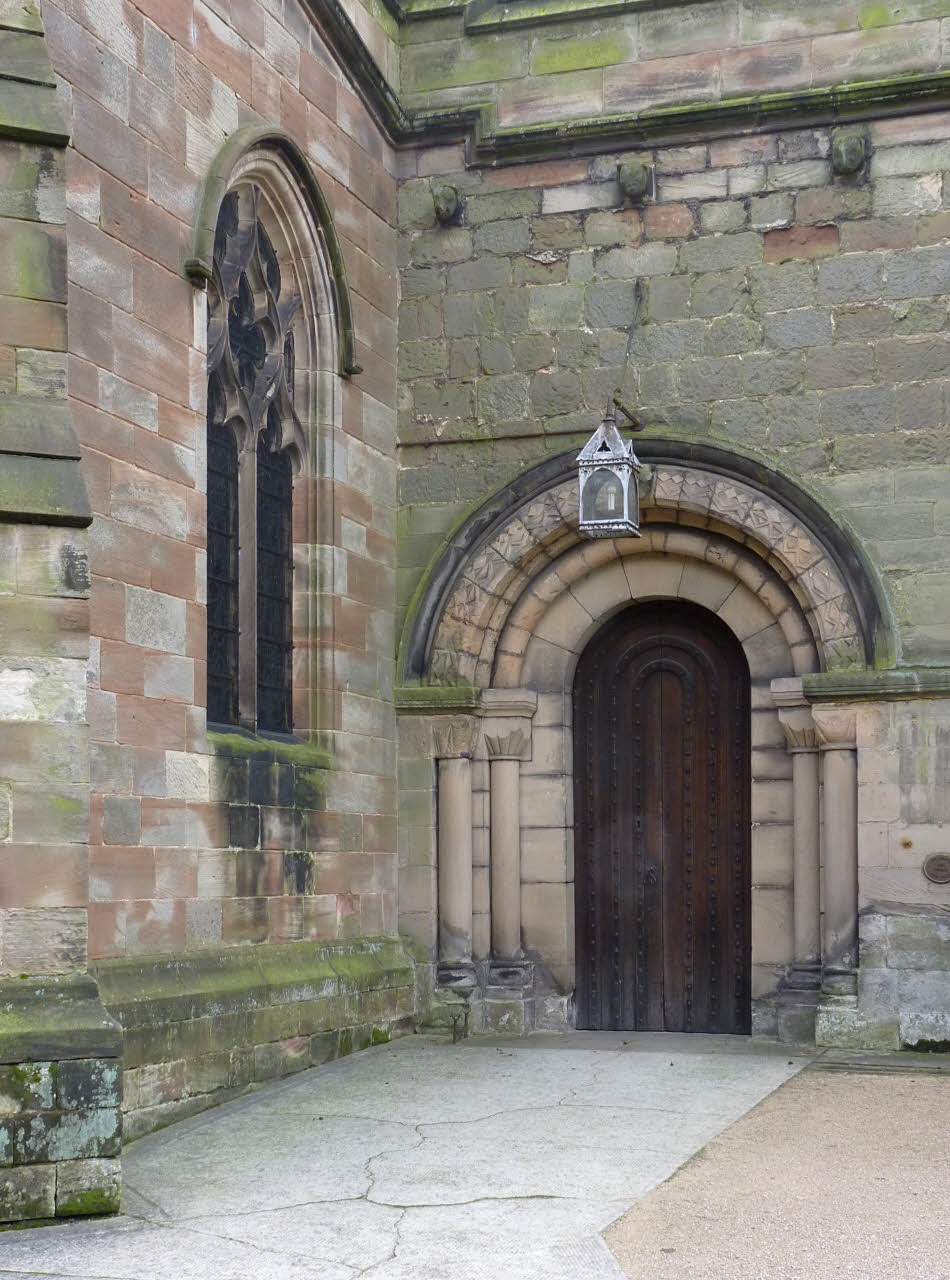
Entrée nord de l'église.

La structure de l’église qui subsiste date des XIIe siècle et XIIIe siècle. Elle fait l’objet, en 1892, d’une restauration majeure conduite par l’architecte Arthur Blomfield. La partie la plus ancienne toujours conservée se trouve à l’entrée nord : elle présente un style roman et remonte à 1130. Bâtie en grès taillé, l’édifice se compose d’une nef, d’un chancel et d’un clocher couronné d’une flèche, flanqués de bas-côtés au nord et au sud.
La nef, pour l’essentiel datée du XIIIe siècle, apparaît presque entièrement encadrée par ces bas-côtés. Sur le flanc sud, deux travées se dévoilent : la première, à gauche de la nef, conserve la porte d’entrée à arc plein cintre du XIIe siècle ; la seconde, à droite, intègre une fenêtre gothique à trois lancettes. Du côté nord, une unique travée livre une baie réalisée au XVIIe siècle, composée de trois lancettes surmontées de trilobes et d’un réseau de croix en panneaux. Deux niveaux de contreforts assurent la stabilité de la nef. Le chancel s’ouvre, à son extrémité orientale, sur une fenêtre gothique à trois lancettes, tandis qu’une autre baie, à l’ouest, adopte un arc en cinq lobes. L’ensemble de la nef et du chancel se couvre de tuiles rouges.
Le bas-côté nord, transformé en  « chapelle de la Vierge » (lady chapel) lors de la restauration de 1892, s’organise en trois travées ponctuées chacune d’une fenêtre flamboyante à deux lancettes, séparées par des contreforts à double ressaut ; la travée orientale, plus vaste, comprend par ailleurs une porte de desserte pour le clergé. Le bas-côté sud gagne une travée supplémentaire grâce à la suppression, en 1892, d’une sacristie extérieure : il se décline en quatre travées également séparées par des contreforts à deux niveaux. À l’angle sud-ouest, la porte dite de Mosley, pourvue d’un avant-porche, date de 1821,. Les bas-côtés se couvrent de toits en plomb, protégés par des parapets de pierre.

### Intérieur
Le chancel arbore des vitraux de Charles Eamer Kempe, tandis qu’une baie du bas-côté sud conserve des fragments de verrières médiévales,. La charpente du chancel repose sur des fermés à ciseaux, celle de la nef sur des pannes avec arbalétriers et contrefiche. Deux ambons octogonaux occupent l’extrémité occidentale : l’un en chêne ajouré sur un socle de pierre, l’autre, daté du XIXe siècle, en pierre à pans coupés ornés de panneaux quadrilobés. La cuve baptismal adopte elle aussi une forme octogonale. Le clocher reste dissimulé derrière une balustrade en bois.
L’aménagement intérieur fait l’objet d’un remaniement en 1884 avec la pose de nouveaux bancs, réutilisant le chêne des anciens sièges ; la suppression des enduits et de la chaux sur les murs ; la mise à jour de l’arcade du clocher ainsi que la démolition de la tribune. Le clocher abrite un ensemble de huit cloches (datées de 1586, 1622, 1652, 1701, 1803, 1908 et deux en 1929) et une horloge électrifiée. La famille Mosley pourvoit à l’installation d’un orgue lors de la restauration de 1892.
L’édifice conserve un monument funéraire de 1536 dédié à Robert Sherborne, évêque de Chichester. D’autres sépultures honorent Thomas Caldwell (mort en 1554), un couple non identifié (circa|1600), William Rolleston (mort en 1682) et une personne nommée Wilman (mort en 1692). Plusieurs plaques commémoratives rendent hommage aux membres de la famille Mosley, notamment Sir Edward Mosley (mort en 1638), dont le monument constitue le plus imposant de l’église, et Sir Oswald Mosley (mort en 1915).

## Cimetière paroissial
Le cimetière paroissial est entouré d’un muret en grès. Il subit un remaniement important au XIXe siècle : certains accès sont comblés, les murs déplacés puis reconstruits, et de nouvelles entrées aménagées,. En 1897, Oswald Mosley érige dans l’enceinte une haute croix saxone, réemployée auparavant comme dalle de porche à l’église Saint-Michel de Tatenhill et, avant cela, installé dans le parc de Rolleston Hall.
En 1900, une clôture en fer est mise en place pour empêcher le bétail d’y pénétrer. En 1923, Sir Oswald Mosley agrandit le cimetière grâce à une concession foncière. Le 26 mars 1986, le monument élevé en mémoire de George Ridgway, ainsi que certains éléments de la clôture et le portail, bénéficient d’une protection au titre des monuments historiques de niveau II. En 1996, un système d’éclairage nocturne est installé et, en 2000, un if millénaire est planté dans l'enceinte,.
Le sud-ouest du cimetière comprend un accès à la St Mary’s Grammar School, jusqu’au remodelage du site en 1837, qui déplace l’entrée sur le flanc sud à la suite d’actes de vandalisme contre fenêtres et pierres tombales. L’école est fondée par l’évêque Sherbourne en 1520 et reconstruite par Edward Mosley en 1640. Elle cesse sa fonction scolaire en 1909, lorsque le village ouvre une école communale, et abrite dès lors diverses associations locales. Le bâtiment de l’ancienne école bénéficie, depuis le 26 mars 1986, d’une inscription séparée au titre des monuments historiques de niveau II. L’ensemble du cimetière est classé au titre de scheduled Monument.
Le porche funéraire situé à l’entrée nord du cimetière fait également office de mémorial de guerre. Il est érigé en 1919 grâce à une souscription publique et à une contribution de la famille Mosley. Conçu par l’architecte Cecil Greenwood Hare et construit à Lichfield, l’édifice abrite un crucifix en bronze ainsi que les noms des habitants du village morts au cours des deux guerres mondiales. Les panneaux latéraux ajourés sont remplacés, dans les années 2000, par de nouvelles versions en chêne. Le porche funéraire bénéficie également depuis le 26 mars 1986 d’une protection au titre des monuments historiques de niveau II.

## Presbytère
Le presbytère est construit au nord de l’église en 1612. Elle prend la forme d’un vaste corps de logis de six travées, organisé autour d’une cour où s’alignent une écurie, une grange dîmière, un colombier et un four. En 1700, l’ensemble est rebâti en brique et ses abords se dotent de vastes jardins et d’étangs à poissons. Au XIXe siècle, la maison fait l’objet d’améliorations et d’extensions successives. En 1953, elle est cédée et remplacée par une demeure plus modeste, élevée sur le terrain paroissial.